# Eulasia azarbaijanica
Eulasia azarbaijanica là một loài bọ cánh cứng trong họ Glaphyridae. Loài này được Petrovitz miêu tả khoa học năm 1980.